# Suchoi T-3
Die Suchoi T-3 (russisch Сухой Т-3) war ein Prototyp eines sowjetischen Abfangjägers.

## Entwicklung
Das Projekt dieses Abfangjägers mit Deltaflügel begann 1953. Die T-3 wurde in sehr kurzer Zeit parallel zum Pfeilflügel-Prototyp S-1 entwickelt, wobei große Teile dieses Musters übernommen wurden. Die T-3 startete am 26. Mai 1956 zu ihrem Erstflug. Sie besaß einen runden, nicht regelbaren Überschalllufteinlauf mit zwei darin an der Oberseite befindlichen Radargeräten im Bug. Die vorgesehene reine Raketen-Bewaffnung sollten Lenkraketen K-6 oder K-7 bilden, welche sich aber noch in der Entwicklung befanden. Die Erprobung zeigte recht schnell, dass die Anordnung der Radargeräte zu viel Widerstand erzeugte, zudem verzögerte sich die Entwicklung der vorgesehenen Raketen, während die vorhandenen K-5M-Raketen als ungenügend angesehen wurden. Zusätzlich zeigten sich Probleme mit dem Triebwerk, so dass das Projekt schließlich beendet wurde. Der Prototyp erhielt noch ein überarbeitetes Radar und eine andere Bewaffnung und wurde als T-43-1 weiter erprobt.

## Technische Daten

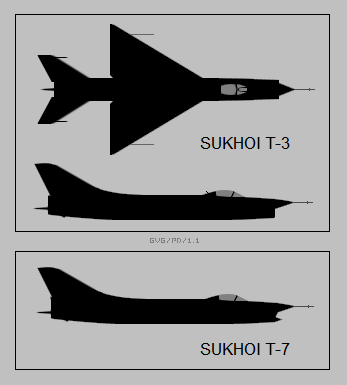
T-3-Silhouetten (oben)

| Kenngröße             | Daten                                         |
| --------------------- | --------------------------------------------- |
| Besatzung             | 1                                             |
| Länge                 | 16,75 m                                       |
| Spannweite            | 8,43 m                                        |
| Höhe                  | 4,30 m                                        |
| Flügelfläche          | 24,20 m²                                      |
| Höchstgeschwindigkeit | 2.120 km/h                                    |
| Gipfelhöhe            | 18.000 m                                      |
| Reichweite            | 1.800 km                                      |
| Bewaffnung            | zwei Lenkraketen Luft-Luft-Raketen            |
| Triebwerk             | ein TL Ljulka AL-7F, 9.000 kp mit Nachbrenner |